# Eduardo Uribe Botero
Eduardo Uribe Botero (La Ceja, 3 de marzo de 1910-Medellín, 16 de enero de 1973) fue un abogado, político y diplomático colombiano, quien se desempeñó como Ministro de Gobierno de ese país y Gobernador de Antioquia.

## Biografía
Nació en La Ceja, al sur de Antioquia, en marzo de 1910, hijo de Juan Bautista Uribe Arellano y Eloisa Botero Escalante, quien, a su vez, era hija del famoso escritor Juan José Botero Ruiz y de María Josefa Escalante Bernal. Se crio en su pueblo natal antes de emigrar junto con su familia a Rionegro, donde realizó su educación primaria; de allí, pasó a estudiar su Bachillerato en el Colegio San Ignacio, en Medellín.
Estudió Derecho en la Universidad de Antioquia, y, sin haberse graduado, fue designado como Secretario de Gobierno Departamental de Antioquia bajo el Gobernador Jesús Echeverri Duque, puesto que ocupó entre noviembre de 1935 y marzo de 1936. Debido a su ejercicio del cargo, en noviembre de 1935 fue gobernador Encargado por algunos días.  El 16 de agosto de 1938 se graduó como abogado, e, inmediatamente, fue designado como gobernador de Antioquia, posición que ocupó hasta noviembre del mismo año, fecha en que fue designado en un cargo diplomático en Estados Unidos, donde continuó sus estudios en Leyes.
En 1962 fue nombrado en el Gabinete de Guillermo León Valencia como Ministro de Gobierno, gobierno en el cual también fue Ministro de Relaciones Exteriores en calidad de encargado, ocupando el puesto hasta enero de 1963. De allí pasó a ser Embajador en Estados Unidos hasta 1967. También fue Representante a la Cámara en los mandatos 1935-1937 y 1941-1943.
Autor de La Solidaridad de las obligaciones, en 1972 se convirtió en miembro de la Academia Colombiana de Jurisprudencia. Falleció en Medellín en enero de 1973.